# Rhomboclase
La rhomboclase est un minéral de la classe des sulfates. Le nom vient du grec rhombos, rhombe, et klasis, cassant, faisant allusion à son clivage basal et à la forme des cristaux.

## Caractéristiques
La rhomboclase est un sulfate acide de fer(III) hydraté de formule chimique (H5O2)Fe3+(SO4)2·2H2O ou HFe3+(SO4)2·4H2O. Elle cristallise dans le système orthorhombique sous forme de cristaux tabulaires minces qui montrent {001}, {010}, {100}, {111}, {011}, mais d'autres formes de modification ont été observées, donnant un contour rhombique, jusqu'à 2 cm ; les cristaux peuvent être étirés radialement en stalactites. Sa dureté sur l'échelle de Mohs est de 2.

## Classification
Selon la classification de Nickel-Strunz, la rhomboclase appartient à "07.CB: Sulfates (séléniates, etc.) sans anions additionnels, avec H2O, avec des cations de taille moyenne", avec les minéraux suivants : dwornikite, gunningite, kiesérite, poitevinite, szmikite, szomolnokite, cobaltkiesérite, sandérite, bonattite, aplowite, boyléite, ilésite, rozénite, starkeyite, drobecite, cranswickite, chalcanthite, jôkokuite, pentahydrite, sidérotile, bianchite, chvaleticéite, ferrohexahydrite, hexahydrite, moorhouséite, nickelhexahydrite, retgersite, biebérite, boothite, mallardite, mélantérite, zinc-mélantérite, alpersite, epsomite, goslarite, morénosite, alunogène, méta-alunogène, aluminocoquimbite, coquimbite, paracoquimbite, kornélite, quenstedtite, lausénite, lishizhénite, römerite, ransomite, apjohnite, bilinite, dietrichite, halotrichite, pickeringite, redingtonite, wupatkiite et méridianiite.

## Formation et gisements
La rhomboclase est un minéral secondaire rare formé par l'altération de la pyrite, en particulier dans les climats arides ; généralement d'origine post-minière. Elle a été découverte à Smolník (Schmöllnitz ; Schmölnitz ; Szomolnok), dans le district de Gelnica (région de Košice, Slovaquie). Elle a également été décrite en Allemagne, en Australie, en Autriche, en Bolivie, en Espagne, aux États-Unis, en Grèce, en Hongrie, en Islande, en Italie, en Macédoine du Nord, au Pérou, en Pologne, en Tchéquie, en Roumanie, en Russie, en Suisse, au Tadjikistan, en Ukraine, au Chili, en Chine et sur Mars.
Elle est généralement associée à d'autres minéraux tels que la szomolnokite, la copiapite, la römerite, la voltaïte, l'epsomite, l'halotrichite, la mélantérite, la chalcantite et la pyrite.